# Guerra Civil da Etiópia
A Guerra Civil da Etiópia (1974-1991)  começa em 12 de setembro de 1974, com um golpe de estado contra o Negus Hailé Selassié e termina com a instalação de um governo de transição (1991-1995), chefiado por Meles Zenawi.
A guerra civil etíope inscreve-se no contexto da Guerra Fria, assim como outros conflitos que ocorreram na África, a exemplo da guerra civil de Angola (1975-2002).

## Origens
No começo da década de 1970, a Etiópia era um dos países mais pobres e atrasados do mundo, como resultado do regime feudal de Haile Selassie, que concentrava todo o poder na figura do imperador, que proíbe a existência de partidos políticos. Em 1974, o regime enfrentado um grande descontentamento público, agravado pela derrota militar diante da guerrilha separatista da Eritreia, e na sequência de uma grave fome nas províncias do Wolo e Tigré.
O descontentamento popular chega ao Exército, onde um grupo de oficiais de patentes intermediárias lidera uma revolução que termina com a derrubada do imperador por um golpe de Estado, em 12 de setembro de 1974.

## O conflito
O Derg, uma junta militar de inspiração leninista toma o poder. É proclamada a República Democrática Popular da Etiópia, em 10 de setembro de 1987, instaurando-se pela primeira vez, na história da Etiópia, um governo republicano. Mengistu Haile Mariam será o primeiro presidente. O Derg, todavia, ainda continuará de facto no poder dessa república, que terá uma curta duração (menos de três anos).
Durante seu mandato, Mengistu enfrentará o conflito separatista da Eritreia, além da própria guerra civil, que prossegue.
Em 21 de maio de 1991, Mengistu é sucedido por Tesfaye Gebre Kidan que ficará no poder por apenas uma semana, já que, em 28 de maio, a Frente Democrática Revolucionária do Povo Etíope (FDRPE), uma coalizão de grupos rebeldes, liderada por Meles Zenawi, derruba o regime e instaura um governo de transição. Uma nova constituição é adotada em dezembro de 1994, entrando em vigor a partir de agosto de 1995. Em 1995, realizam-se eleições e Meles Zenawi torna-se oficialmente o primeiro-ministro do país.